# Beaucoup de bruit pour rien (film, 1993)
Pour les articles homonymes, voir Beaucoup de bruit pour rien (homonymie).
Pour plus de détails, voir Fiche technique et Distribution.
Beaucoup de bruit pour rien (Much Ado About Nothing) est un film britannico-américain réalisé par Kenneth Branagh, sorti en 1993.
Il s'agit d'une adaptation cinématographique de la pièce de théâtre du même nom de William Shakespeare (publiée en 1600), la seconde adaptation d'une œuvre de Shakespeare par Branagh, après Henry V sorti en 1989.

## Synopsis
En Sicile, dans la ville de Messine, le gouverneur Leonato reçoit Don Pedro, le prince d'Aragon, son frère Don Juan et deux gentilshommes, Claudio et Benedick. Benedick est déjà bien connu à Messine, car lui et la nièce du gouverneur, Beatrice, se querellent constamment. Beatrice n'a pas une haute opinion des hommes, et Benedick jure qu'il restera célibataire toute sa vie. Quant à Claudio, il tombe amoureux de Hero, la fille du gouverneur. Les deux s'aiment éperdument, et Claudio réussit, avec l'aide du prince, à obtenir la main de Hero.
Le prince, Claudio, Leonato et Hero veulent rapprocher Beatrice et Benedick. La scène se passe dans le jardin. Sachant que Benedick est caché dans les buissons, les trois hommes racontent que Beatrice est follement amoureuse de lui. Hero fait de même de son côté, sachant très bien que Beatrice écoute sa conversation. La ruse fonctionne, Beatrice et Benedick tombent amoureux l'un de l'autre.
Mais Don Juan, par vengeance contre Claudio, qui lui a retiré ses faveurs, veut empêcher son mariage avec Hero. Il raconte à Claudio et au prince que Hero est amoureuse d'un autre homme, et qu'il en a la preuve. Il les amène, un soir, sous la fenêtre de la chambre de Héro. Claudio, croyant apercevoir Hero embrasser un autre homme, devient fou de rage. Mais ce n'était qu'une illusion puisqu'il s'agit en réalité de Marguerite, la suivante de Hero. Le jour du mariage, Claudio accuse Hero de la tromper. Hero s'évanouit et seuls restent sur place le prêtre, Beatrice, Benedick et Leonato. Le prêtre suggère que Hero soit déclarée morte jusqu'à ce que Claudio change d'opinion sur elle et que son honneur soit blanchi.
Entre-temps, deux enquêteurs mettent au jour le complot de Don Juan, ce qui prouve l'innocence de Hero. Leonato utilise un stratagème pour marier Claudio et Hero. Il force Claudio à épouser une de ses nièces. Au moment de la célébration, la mariée lève son voile et Claudio découvre Hero. La fin est heureuse, et deux mariages sont célébrés, d'une part, celui de Hero et Claudio et, d'autre part, celui de Beatrice et Benedick.

## Fiche technique
- Titre français : Beaucoup de bruit pour rien
- Titre original : Much Ado About Nothing
- Réalisation : Kenneth Branagh
- Scénario : Kenneth Branagh, d'après la pièce Beaucoup de bruit pour rien de William Shakespeare
- Musique : Patrick Doyle
- Photographie : Roger Lanser
- Montage : Andrew Marcus
- Décors : Tim Harvey
- Costumes : Phyllis Dalton
- Production : Kenneth Branagh, Stephen Evans et David Parfitt
- Sociétés de production : BBC Film, American Playhouse, Theatrical Films et Renaissance Films
- Distribution :
- Budget : 8 millions de dollars
- Pays de production :  Royaume-Uni,  États-Unis
- Format : Couleur - 1,66:1 - Dolby - 35 mm
- Genre : comédie romantique
- Durée : 111 minutes
- Dates de sortie :
  - États-Unis : 7 mai 1993
  - France : 26 mai 1993
  - Royaume-Uni : 27 août 1993

## Distribution
Sauf indication contraire, les informations mentionnées dans cette section peuvent être confirmées par la base de données cinématographiques IMDb,  présente dans la section « Liens externes ».
- Kenneth Branagh (VF : Patrick Poivey) : Benedick[a]
- Emma Thompson (VF : Frédérique Tirmont) : Beatrice[a]
- Richard Briers (VF : Bernard Dhéran) : Seigneur Leonato[a]
- Keanu Reeves (VF : Jean-Philippe Puymartin) : Don Juan
- Kate Beckinsale (VF : Nathalie Spitzer) : Hero[a]
- Robert Sean Leonard (VF : Emmanuel Curtil) : Claudio
- Denzel Washington (VF : Emmanuel Jacomy) : Don Pedro d'Aragon
- Michael Keaton (VF : Gérard Rinaldi) : Dogberry
- Imelda Staunton : Marguerite
- Jimmy Yuill (VF : Marc Alfos) : le frère Francis
- Brian Blessed : Antonio
- Andy Hockley : George Seacole
- Chris Barnes : Francis Seacole
- Conrad Nelson : Hugh Oatcake
- Phyllida Law : Ursula
- Gerard Horan (VF : Patrick Floersheim) : Borachio
- Patrick Doyle : Balthazar (caméo)

## Production
La production a recours au colorblind casting en recrutant notamment Denzel Washington pour incarner Don Pedro d'Aragon.
Alors étudiante en russe et français au New College de l'Université d'Oxford, Kate Beckinsale, dont c'est le premier rôle au cinéma, participe au tournage durant ses vacances d'été. Judi Dench s'était vu offrir le rôle d'Ursula.
Bien que William Shakespeare situe l'action de sa pièce à Messine en Sicile, le tournage se déroule à Greve in Chianti, dans la province de Florence en Toscane (Italie) et plus précisément sur les lieux de la Villa Vignamaggio, magnifique villa de style Renaissance où naquit la célèbre Mona Lisa.

## Accueil
Le film est globalement bien accueilli par la critique. Il obtient 90 % d'avis favorables sur le site Rotten Tomatoes, pour 37 commentaires positifs et 4 commentaires négatifs et 7,4/10 sur le site Internet Movie Database basé sur 22 516 votes. 
Aux États-Unis, le film rencontre un honnête succès commercial avec 22 549 338 dollars de recettes pour un budget estimé à 11 millions. Il a fait également un bon score en France avec 945 721 entrées, bien que sorti dans une combinaison maximale de 63 salles, en se classant au Top 10 pendant les neuf premières semaines d'exploitation.

## Distinctions

### Récompenses
- Evening Standard British Film Awards 1994 :
  - Prix de la meilleure actrice (Emma Thompson)

### Nominations
- Festival de Cannes 1993 :
  - Palme d'or
- BAFTA Awards 1994 :
  - British Academy Film Award des meilleurs costumes
- Golden Globes 1993 :
  - Golden Globe du meilleur film musical ou comédie
- Independent Spirit Awards 1994 :
  - Meilleur film
  - Meilleure actrice (Emma Thompson)
- 14e cérémonie des Razzie Awards
  - Pire second rôle masculin (Keanu Reeves)